# Путь домой (уличная газета)
Путь домой (до 2003 года — «На дне») — чёрно-белая уличная газета, выходившая в Санкт-Петербурге с 1994 по 2011 годы. Освещала проблемы бездомных и других социально незащищённых групп общества. Среди задач газеты не только изменение отношения общества к проблеме бездомным, но и предоставление реального и легального шанса бездомным людям заработать себе на пропитание и проживание. С 2003 по 2008 годы публиковалась в формате полноцветного журнала, выходящего дважды в месяц, и получившего название «Путь домой». С 2008 года публикация продолжилась опять в газетном формате, однако, с изменённым названием. Редактор — Аркадий Тюрин.

## Бизнес-модель
Бизнес модель издания основана на принципах уличных газет:
- Распространителем может стать бездомный, или находящийся под угрозой выселения.
- Распространитель покупает издание за 50 % от объявленной цены и продаёт его за полную цену.
- Распространителям запрещается самостоятельно изменять цену.
- Распространителям обязаны соблюдать установленные издательством правила продажи и общения с покупателем.

## История
Уличная газета «На дне» формата A3 учреждена Целевым благотворительным фондом «Ночлежка» в 1993 году в Санкт-Петербурге и выпустила первый номер 5 сентября 1994 года.
Название газеты, по мнению источников, «вероятно отсылает к одноимённой газете для „деклассированных элементов“, которую в начале XX в. издавал московский книготорговец П. Максимов».
В формате газеты большую часть издания занимала информация о городских событиях, публицистика, материалы о современном изобразительном искусстве, музыке и кино, а также театрально-выставочная и концертно-клубная афиша Санкт-Петербурга и Москвы.
В газете «На дне» публиковались рассказы и стихи, в том числе написанные бездомными.
Издание создавали журналисты, литераторы, критики — Лариса Петрова, Андрей Кудряшов, Дмитрий Пиликин, Олег Юрченко, Нина Захарова, Алексей Варсопко, Анна Комарец, Евгений Майзель, Александр Покровский, Владимир Нахимов, Эмилия Кундышева и другие, фотографы — Андрей Чежин, Игорь Лебедев, Андрей (Вилли) Усов, Дмитрий Виленский и другие, художник — Александр Менус.
Редактором была Марина Дмитриева, издателем — Валерий Соколов.
Редакция газеты сотрудничала в различных проектах с театральной группой «АХЕ», художественными галереями «Галерея-21» и «Борей», культурным центром «Пушкинская 10», «Кибер-феминклубом».
В 1995 году газета стала членом Международной сети уличных газет (англ. The International Network of Street Papers, англ. INSP).
На 1999 году, по словам Соколова, газета была убыточна и расходы покрывались за счёт других проектов. Печать тиража одного номера обходилась в 12 500 долларов США.
Хотя авторам гонорар и не платили, в Петербурге считалось модным работать в «На дне».
Коммерсантъ так описывал одно из социальных достижений газеты «На дне»:
Газету «На дне» распространяют бомжи. И достижение Соколова в том, что вполне благополучный человек, если хочет почитать модную газету, должен подойти к бомжу, поздороваться с ним и взять у него из рук (ИЗ РУК!)… да какая разница что.
В 2000—2001 тираж газеты «На дне» достигал 23-25 тысяч экземпляров.
В 2000 году при газете была создана арт-студия для бездомных.
27 мая 2003 года, после советов с профессиональными маркетологами, газета «На дне» была преобразована в журнал «Путь домой» карманного формата, издаваемый некоммерческим партнерством «Новые социальные решения».
В 2004 году президент Благотворительного фонда «Ночлежка» Валерий Соколов выпустил ещё четыре номера газеты; с учётом которых в общей сложности под названием «На дне» в формате газеты, было напечатано 168 номеров.
С 2003 года команда издания «Путь домой» организовывает чемпионаты по футболу для бездомных.
В 2003—2004 годах, по словам редактора Аркадия Тюрина, у издания было большое сокращение тиража, однако 2007 году удалось выйти «на вполне пристойный уровень: 5 тысяч экземпляров по городу».
В 2004 году состоялась первая выставка работ арт-студии.
27 мая 2008 года журнал вновь стал газетой.
5 000 выходящих на тот момент экземпляров продавали 12 постоянных распространителей.